# Integrated Services Digital Network

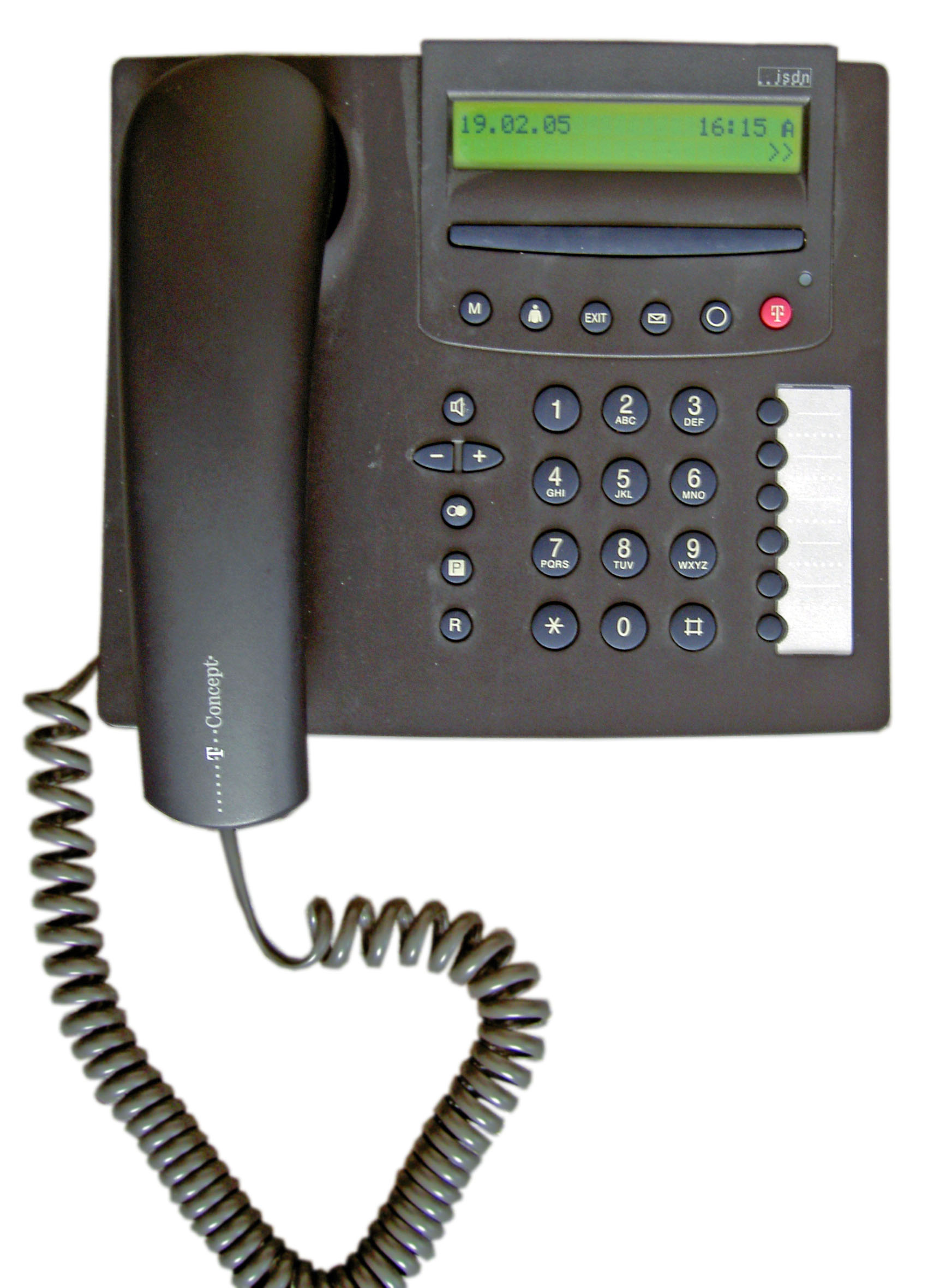
Telefon ISDN

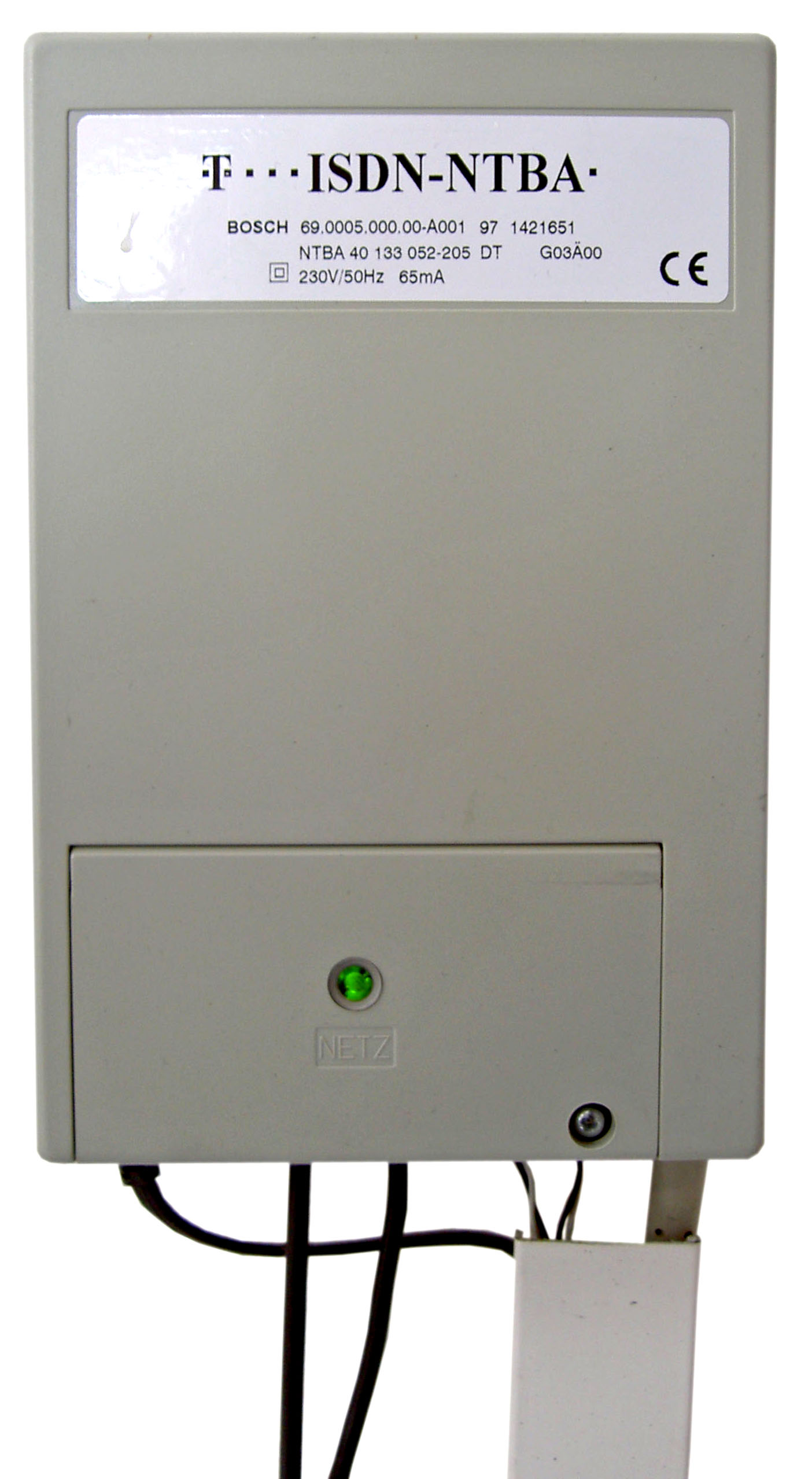
Zakończenie sieciowe ISDN

Integrated Services Digital Network (ISDN, z ang. sieć cyfrowa z integracją usług) – rodzaj sieci telekomunikacyjnej.
Technologia sieci telekomunikacyjnych mająca na celu wykorzystanie infrastruktury PSTN do bezpośredniego udostępnienia usług cyfrowych użytkownikom końcowym (bez pośrednictwa urządzeń analogowych) (ang. end-to-end circuit-switched digital services). Połączenia ISDN zalicza się do grupy połączeń wdzwanianych (komutowanych).
ISDN jest znormalizowana w zaleceniach ITU-T oraz standardach ETSI. Europejskie zostały wprowadzone do systemu Polskich Norm jako grupa ICS 33.080 – Sieć Cyfrowa z Integracją Usług

## Rodzaje dostępu
Wyróżnia się dwa rodzaje dostępu do ISDN:
- Podstawowy. (ang. Basic Rate Interface – BRI lub Basic Rate Access – BRA) – składający się z dwóch cyfrowych kanałów transmisyjnych B (ang. Bearer Channel) o przepustowości 64 kb/s każdy i cyfrowego kanału sygnalizacyjnego D (ang. Control Channel) o przepustowości 16 kb/s,
- Pierwotny (ang. Primary Rate Interface – PRI lub Primary Rate Access – PRA) – składający się z E1 (lub T1 w USA) oraz jeden D-channel o przepustowości 64 kb/s

W Polsce w ramach dostępu pierwotnego stosuje się 30 kanałów danych (głównie dane rozmowy) o przepustowości 64 kb/s każdy (tzw. kanały B), jeden kanał sygnalizacyjny (kanał D) o przepustowości 64 kb/s oraz kanał służący do synchronizacji strumienia E1 (również 64 kb/s).
Na potrzeby obsługi kanałów danych B wykorzystuje się protokół sygnalizacyjny DSS1, który jest przesyłany w kanale sygnalizacyjnym D.
Kanały danych używane są do rozmów i przesyłania danych. Kanał sygnalizacyjny służy do zestawiania połączeń i zarządzania nimi. Kiedy połączenie zostanie zestawione powstaje dwukierunkowy synchroniczny kanał transmisji danych między użytkownikami. Jest on zamykany przy zakończeniu połączenia. Można zestawić tyle połączeń ile jest kanałów danych. Na różnych kanałach można otwierać połączenia do tego samego lub różnych punktów docelowych.
Przez kanały danych można zestawić między innymi połączenia głosowe kodowane cyfrowo (kodem PCM ang. Pulse Code Modulated voice calls) co daje dostęp do tradycyjnej telefonii głosowej. Te informacje mogą zostać przekazane między siecią i końcowym użytkownikiem w czasie zestawiania połączenia.
ISDN do przesyłania głosu wykorzystuje standard (kodek) a-law (w Europie) oraz μ-law (w Północnej Ameryce i Japonii).

## Usługi dodatkowe ISDN
MSN(Multiple Subscriber Number – Wielokrotny Numer Abonenta) Umożliwia przypisanie kilku numerów zewnętrznych. Jeśli do zakończenia sieciowego podłączonych jest kilka urządzeń (telefon, faks, modem, telefon analogowy), każdemu z nich można przyporządkować inny numer, dostępny bezpośrednio z sieci publicznej. Dwa urządzenia mogą posiadać ten sam numer.
CLIPPrezentacja numeru abonenta wywołującego. Usługa oferowana jest stronie wywoływanej w celu uzyskania informacji o numerze abonenta wywołującego. Abonent wywoływany otrzymuje w chwili zestawienia połączenia pełny numer katalogowy abonenta, wystarczający do nawiązania połączenia w drugą stronę. Numer abonenta wywołującego nie jest przekazywany abonentowi wywoływanemu, gdy abonent wywołujący korzysta z usługi CLIR.
CLIRBlokada prezentacji numeru abonenta wywołującego. Usługa pozwalająca abonentowi na zabronienie podawania jego pełnego numeru katalogowego stronie, z którą nawiązuje on połączenie. Usługa może być aktywna dla wszystkich nawiązywanych połączeń (usługa uaktywniana w centrali) lub wywoływana z terminala zgodnie z żądaniem abonenta.
CLIRO(Calling Line Identification Override) Omijanie blokady prezentacji numeru abonenta wywołującego. Usługa umożliwia uzyskanie informacji o numerze wywołującym w przypadku, gdy ten ma aktywną usługę CLIR.
COLPPrezentacja numeru abonenta wywołanego. Usługa oferowana jest stronie nawiązującej połączenie dla uzyskania informacji o numerze abonenta, z którym zostało zrealizowane połączenie. Numer osiągnięty nie jest przekazywany, gdy abonent, z którym zostało nawiązane połączenie, korzysta z usługi COLR.
COLRBlokada prezentacji numeru abonenta wywołanego. Usługa pozwalająca abonentowi na zabronienie podawania jego pełnego numeru katalogowego stronie, która nawiązuje z nim połączenie.
COLRO(Connected Line Identification Restriction Override) Omijanie blokady prezentacji numeru abonenta dołączonego. Usługa umożliwia uzyskanie informacji o numerze abonenta, na który są kierowane wywołania w przypadku, gdy ten ma aktywną usługę COLR.
SUB(Subaddressing – „podadresowanie”) pozwala na rozszerzenie możliwości identyfikacji urządzeń abonenta poza przydzielony numer publiczny; usługa jest dostępna tylko w wypadku połączeń ISDN-ISDN.
AOC(Advice of Charge) Informacja o opłacie. Umożliwia kontrolowanie kosztu połączenia w trakcie jego trwania. Funkcja ta realizowana jest przez aparaty telefoniczne, a także oprogramowanie załączone do modemów ISDN (w tym przypadku użytkownik musi podać informacje o kosztach impulsów).
DDI(Direct Dialling In) Umożliwia bezpośrednie wybieranie numeru wewnętrznego abonenta korzystającego z usług MSN dla abonentów sieci publicznej.
TP(Terminal Portability) Przenośność terminala. Usługa umożliwiająca chwilowe zawieszenie aktualnego połączenia w celu: przeniesienia terminala do innego gniazdka w ramach tego samego dostępu podstawowego, a następnie przywrócenie połączenia z tego samego terminala; zmienienia jednego terminala na inny terminal dołączony do innego gniazdka w ramach tego samego dostępu podstawowego, a następnie przywrócenie z niego połączenia; zastąpienia terminala przez inny, dołączony do tego samego gniazdka i przywrócenie z niego połączenia; przywrócenia połączenia w terminie późniejszym z tego samego terminala.
UUS(User to User Signalization) Sygnalizacja abonent-abonent. Usługa pozwalająca dwóm abonentom ISDN na wzajemną wymianę krótkich informacji (w postaci ciągu znaków) podczas zestawiania lub rozłączania połączenia. Odebranie informacji nie wymaga podejmowania żadnych akcji ze strony abonenta wywoływanego, gdyż informacja jest zapamiętywana przez terminal i wyświetlana na ekranie. Maksymalna długość przesyłanych informacji wynosi 128 bajtów.
CW (Call Waiting)Połączenie oczekujące. Dzięki usłudze CW abonent prowadzący rozmowę telefoniczną, do którego kierowane jest kolejne wywołanie, może otrzymać informację o nowym wywołaniu. Wówczas abonent ten może wybrać jedną z następujących opcji:
- zignorować wywołanie oczekujące (abonent wywołujący otrzyma sygnał oczekiwania);
- odrzucić wywołanie oczekujące (abonent wywołujący otrzyma sygnał zajętości);
- przyjąć wywołanie oczekujące i zakończyć połączenie dotychczasowe;
- przyjąć wywołanie oczekujące i zawiesić połączenie dotychczasowe.

CHPołączenie zawieszone. Usługa pozwalająca na zawieszanie dotychczasowego połączenia i ponowne jego uaktywnianie. Abonent może równocześnie zawiesić kilka połączeń i to niezależnie od tego czy jest stroną wywołującą czy wywoływaną.
OCB(Outgoing Call Barring) Blokada połączeń wychodzących. Usługa umożliwiająca zablokowanie realizacji niektórych połączeń wychodzących z danego aparatu, np. połączeń międzymiastowych lub połączeń międzynarodowych.
MCID(Malicious Call Identification) Identyfikacja połączeń złośliwych. Usługa umożliwia zarejestrowanie numerów abonentów wywoływanego i wywołującego oraz daty i godziny połączenia. Połączenia złośliwe, uciążliwe lub zawierające groźby mogą być rejestrowane podczas trwania rozmowy lub w ciągu 20 sekund po jej zakończeniu przez uaktywnienie tej usługi za pomocą terminala ISDN. Dane zarejestrowane przez operatora z wykorzystaniem usługi dodatkowej MCID pozostają do dyspozycji operatora, który udostępnia je organom państwa wykonującym zadania na rzecz bezpieczeństwa i porządku publicznego w zakresie i na warunkach określonych we właściwych aktach prawnych.
CFU(Call Forwarding Unconditional) Bezwarunkowe przekierowanie wywołań. Usługa umożliwia natychmiastowe przekierowanie wywołań na inny, dowolnie wybrany numer, podany podczas aktywacji usługi.
CFB(Call Forwarding Busy) Przekierowanie wywołań przy zajętości. Usługa polega na przekierowaniu połączeń przychodzących na inny numer, jeżeli nasza linia jest zajęta. Np. jeżeli rozmawiamy przez telefon, a ktoś w tym czasie do nas zadzwoni, jego połączenie zostanie skierowane na numer podany przy aktywacji usługi.
CFNR(Call Forwarding No Reply) Przekierowanie wywołań przy braku odpowiedzi. Usługa polega na przekierowaniu połączeń przychodzących na inny numer, jeżeli abonent wywoływany nie zgłasza się.

## Struktura sieci ISDN

Struktura sieci ISDN

| ET  | Wyposażenie centrali, analizuje sygnalizację - rozpoznanie żądania użytkownika - steruje centralą, zleca wykonanie czynności |
| LT  | Blok zakończenia liniowego (Loop Termination). Głównym jego celem jest zapewnienie właściwiej współpracy systemu z łączem abonenckim - testowanie linii - zasilanie linii (dostarczanie napięcia do użytkownika) - zabezpieczenie centrali (np. wyładowania atmosferyczne) - separacja centrali od linii - zbieranie statystyk błędów - wyłącznie warstwa fizyczna (nie ingeruje w dane)                                        |
| NT1 | Network Termination Type 1. Urządzenie instalowane u abonenta, do jego zadań należą: - zadania warstwy pierwszej - odtworzenie podstawy czasu - synchronizacja z blokiem LT - ramkowanie - konwersja szybkości transmisyjnych - zabezpiecza podsieć abonencką - utrzymaniowe - detekcja i wysyłanie sygnałów aktywacji łącza - wykonywanie pętli testowej - wysyłanie alarmów - zasilanie pozostałych urządzeń z napięcia linii |
| NT2 | Network Termination Type 2 – wewnętrzna centrala sieci abonenta, umożliwia budowanie podsieci abonenckiej. - realizuje połączenia wewnętrzne (bezpłatne) - analizuje sygnalizację |
| TE1 | Terminal Equipment Type 1 – urządzenia spełniające normy sieci ISDN |
| TA  | Terminal Adapter – umożliwia podłączanie urządzeń nie spełniających norm ISDN do sieci |
| TE2 | Terminal Equipment Type 2 – urządzenia nie spełniające normy sieci ISDN (np. telefon analogowy) |